# 上小田井駅
上小田井駅（かみおたいえき）は、愛知県名古屋市西区貴生町にある、名古屋鉄道（名鉄）・名古屋市交通局（名古屋市営地下鉄）の駅。駅番号は名鉄がIY03、名古屋市営地下鉄がT01。

## 概要
名鉄の犬山線と、名古屋市営地下鉄の鶴舞線が乗り入れており、このうち鶴舞線は当駅を起点としている。鶴舞線の一部列車は犬山線と相互直通運転を実施しており、岩倉駅・犬山駅まで乗り入れている。当駅は両社局の共同使用駅であり、名鉄の管轄駅である。

## 歴史
名鉄が西春日井郡西春町（現北名古屋市）で営業していた平田橋駅（ひらたばしえき）が当駅の前身である。地下鉄鶴舞線の延伸・相互直通に先立って、1991年（平成3年）に名古屋市西区へ移転し、上小田井駅として新たに開業し現在に至っている。

### 小田井総合駅構想
名古屋市は、当駅と国鉄瀬戸線（現在のJR東海交通事業城北線）の小田井駅を直結することで、市北西部の玄関口となる「小田井総合駅」を1992年度（平成4年度）までに整備することを検討していた。
これは、当駅の立体交差化および名鉄犬山線・地下鉄鶴舞線の相互直通運転実現に加え、当駅と小田井駅の間（約300 m）を高架建築物で連絡し、ターミナル機能を充実させることで、両駅を金山総合駅と並ぶターミナル駅として機能させる構想だったが、1987年（昭和62年）ごろから2年間にわたり瀬戸線（城北線）の工事が中断されていたことから、総合駅整備計画も中断していた。その後、1989年12月に瀬戸線（城北線）の建設再開が決まったことから、名古屋市は「これで小田井総合駅の整備計画具体化にはずみがつく」と期待を寄せていた。
公益財団法人名古屋まちづくり公社（2010年）は「1993年度の駅前広場の整備完了をもって、総合駅の整備は完了した」と述べている。また、名古屋市の公式ウェブサイトでは山田学区（西区）の紹介ページにて、「1993年に上小田井総合駅が完成」と言及されているが、当駅と小田井駅の高架建築物による連絡は2023年（令和5年）時点でも実現していない。

### 年表
- 1912年（大正元年）8月6日：西春日井郡西春村加島新田に平田橋駅として開業。当時は相対式2面2線の地上駅で、普通列車のみ停車していた。
- 1991年（平成3年）10月27日：高架化完成に伴い、約330 m中小田井駅寄り、新川南側の名古屋市西区に移転し、上小田井駅に改称。当時は仮改札口だった。
- 1993年（平成5年）
  - 7月：名古屋市営地下鉄鶴舞線と相互直通可能な配線に変更[7]。現在の改札口が供用開始。
  - 8月12日：鶴舞線の当駅 - 庄内緑地公園駅間が開業[8]。名鉄犬山線との相互直通運転開始[8]。ただし、当駅の折り返し設備が未整備だったため、鶴舞線は犬山線直通列車のみ発着[8]。線内列車は庄内緑地公園駅で折り返しとした[8]。この時にエレベーター・エスカレーターの使用も開始された。
- 1994年（平成6年）
  - 1月：折り返し設備完成[7]。
  - 3月30日：折り返し設備供用開始、鶴舞線のほぼ全列車が当駅まで運転開始。また、犬山線急行の一部（朝の上りと夕方以降の下り）が停車。
- 1998年（平成10年）4月：上小田井電気指令所が稼働開始[9][10]。
- 1999年（平成11年）5月10日：ダイヤ改正により、朝と夕方以降の上下急行の停車駅となる。
- 2001年（平成13年）10月1日：犬山線の急行停車駅となり、すべての急行が停車。
- 2003年（平成15年）3月27日：地下鉄にトランパス導入。
- 2004年（平成16年）2月15日：名鉄にもトランパス導入。
- 2005年（平成17年）1月29日：ダイヤ改正による6種別体制の実施で快速急行停車駅になる。
- 2011年（平成23年）2月11日：ICカード乗車券「manaca」供用開始。
- 2012年（平成24年）2月29日：トランパス供用終了。

## 駅構造
島式ホーム2面4線を有する高架駅。ホームは地下鉄車両（20 m車）8両まで対応している。外側2線に名鉄名古屋方面発着の列車、内側2線に鶴舞線発着の列車が発着する。なお、鶴舞線内折り返し列車は2番線に到着後引上線で折り返し、改めて3番線に入線する。なお、この引上線は配線上名鉄名古屋方面からの出入りは不可能であり、地下鉄専用である。そのため、信号設備がATC型となっている。鶴舞線は終点の赤池駅を含めたほとんどが地下区間であるが、当駅を出てから高架を下り、トンネルに入るまでの約300mの区間のみ地上区間となっている。
発車案内は名鉄タイプのLED式2段表示（2015年（平成27年）2月22日更新）で、地下鉄用のものは誤乗を避けるため全列車行先の欄に「地下鉄（経由）」と表示され、「この電車は、名古屋、金山方面にはまいりません。」という注意説明が流れる。また、注意を促すために3・4番線には「3番線地下鉄赤池方面」、「4番線名鉄名古屋方面」と書かれた看板も設置している。（ちなみに地下鉄を利用しても丸の内駅か伏見駅か鶴舞駅（JR中央本線利用）で乗り換えれば名古屋駅へ、上前津駅か八事駅か鶴舞駅（JR中央本線利用）で乗り換えれば金山駅へと、名古屋の中心部に行くことができるので、当駅以南の名鉄線運休に伴う振り替え輸送のときにはそのルートが使われる）。
2・3番線側にある駅名標は名鉄の形式に水色の横線を配し、次の駅名（西春・庄内緑地公園）と駅番号を記載した地下鉄鶴舞線仕様となっている。
豊橋駅や弥富駅とは異なり、ホーム上を含めた改札内に中間改札や乗り換え用manaca簡易改札機などはない。
名鉄犬山線と地下鉄鶴舞線は接続待ちを行っていないため、列車が遅延した場合（特に朝ラッシュ時）、接続時間によっては乗り換えできない場合が多い。
当駅ではmanacaが利用でき、名鉄の乗車券確認システムが導入されている。
大晦日には名古屋鉄道は終夜運転を行わないが、上飯田線以外の名古屋市営地下鉄の路線は終夜運転を行い当駅も鶴舞線列車が発着して折り返すため名鉄管理の駅では唯一終夜営業が行われる。
| 番線 | 路線          | 方向 | 行先                   | 備考                               |
| ---- | ------------- | ---- | ---------------------- | ---------------------------------- |
| 1    | IY 名鉄犬山線 | 下り | 岩倉・犬山方面         | 名鉄名古屋方面から                 |
| 2    | IY 名鉄犬山線 | 下り | 岩倉・犬山方面         | 地下鉄鶴舞線から（一部当駅止まり） |
| 3    | 地下鉄鶴舞線  | -    | 伏見・赤池・豊田市方面 |                                    |
| 4    | IY 名鉄犬山線 | 上り | 名鉄名古屋・金山方面   |                                    |

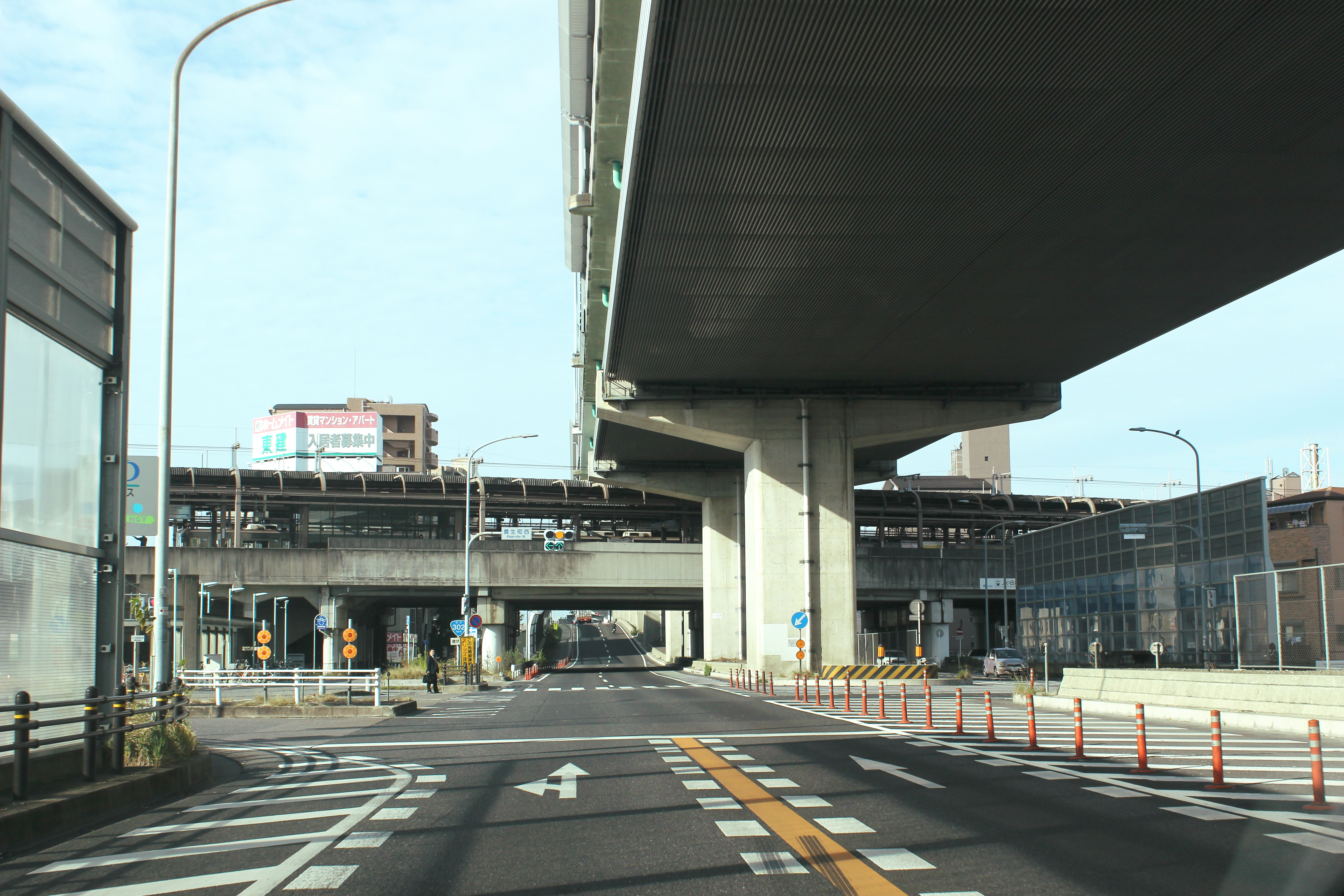
駅の位置関係。高架道路が名古屋第二環状自動車道、地上の道路が国道302号（名古屋環状2号線）。
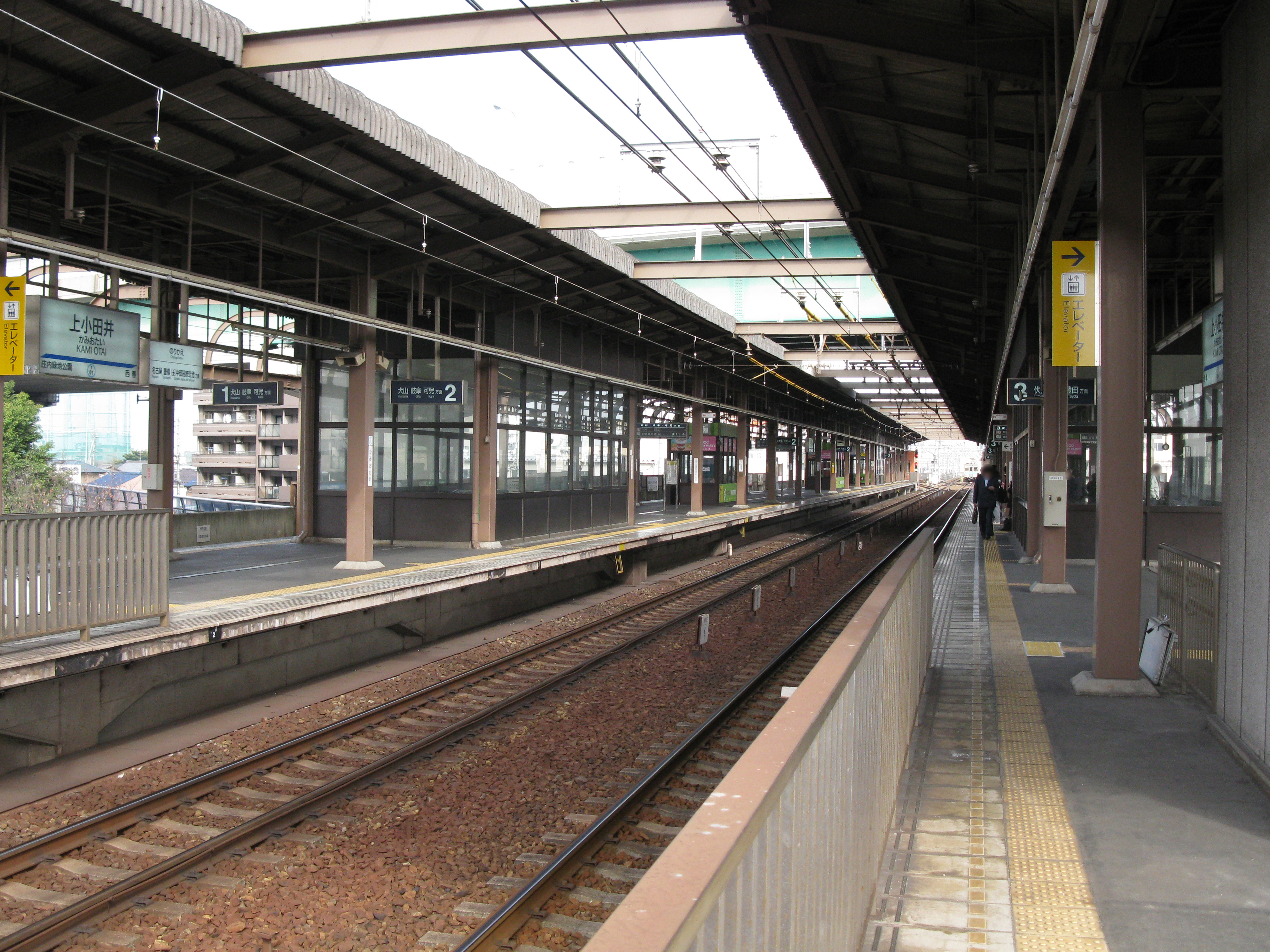
2・3番線（鶴舞線および直通列車発着ホーム）
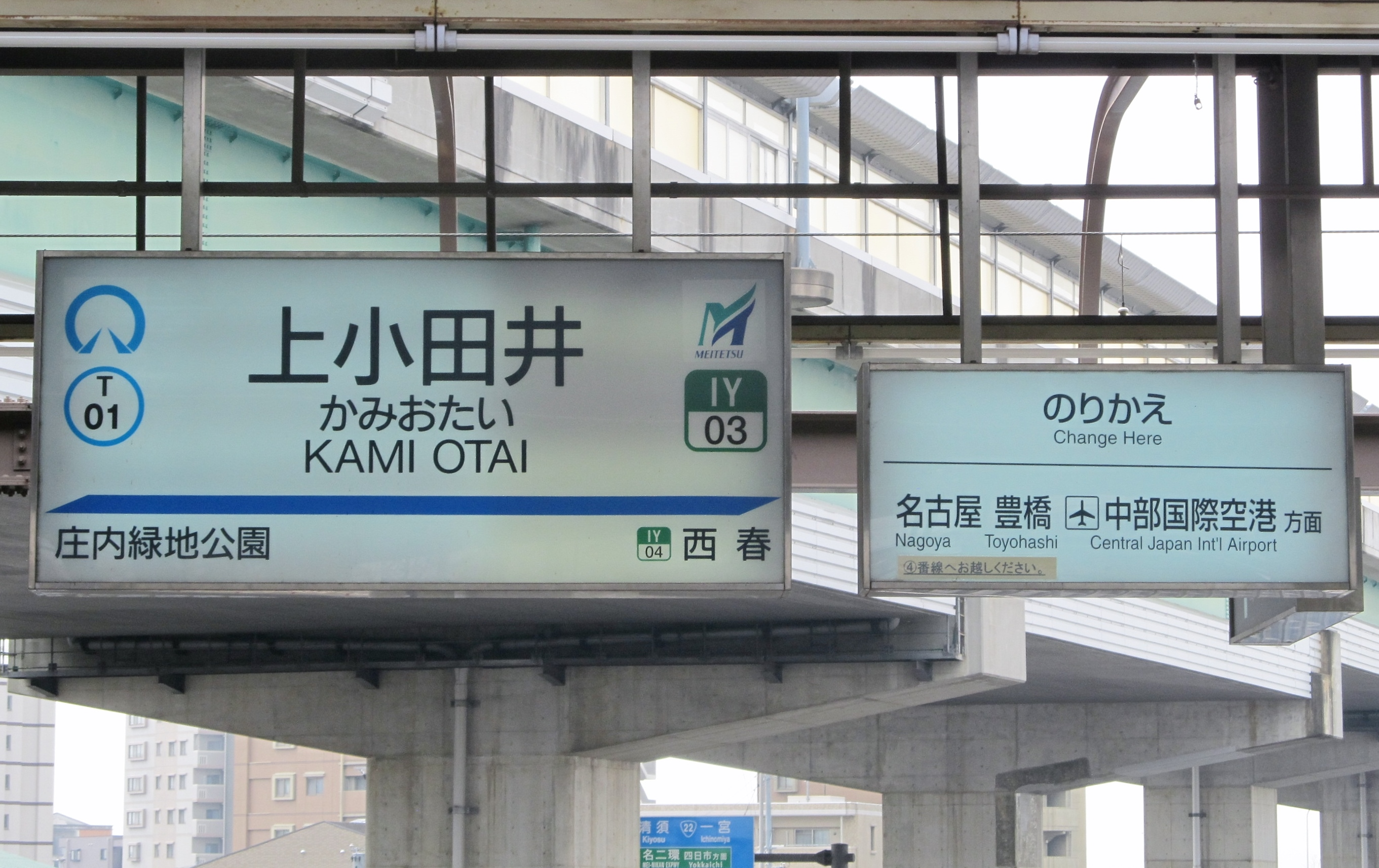
2番線の駅名標。配色が鶴舞線仕様になっている。
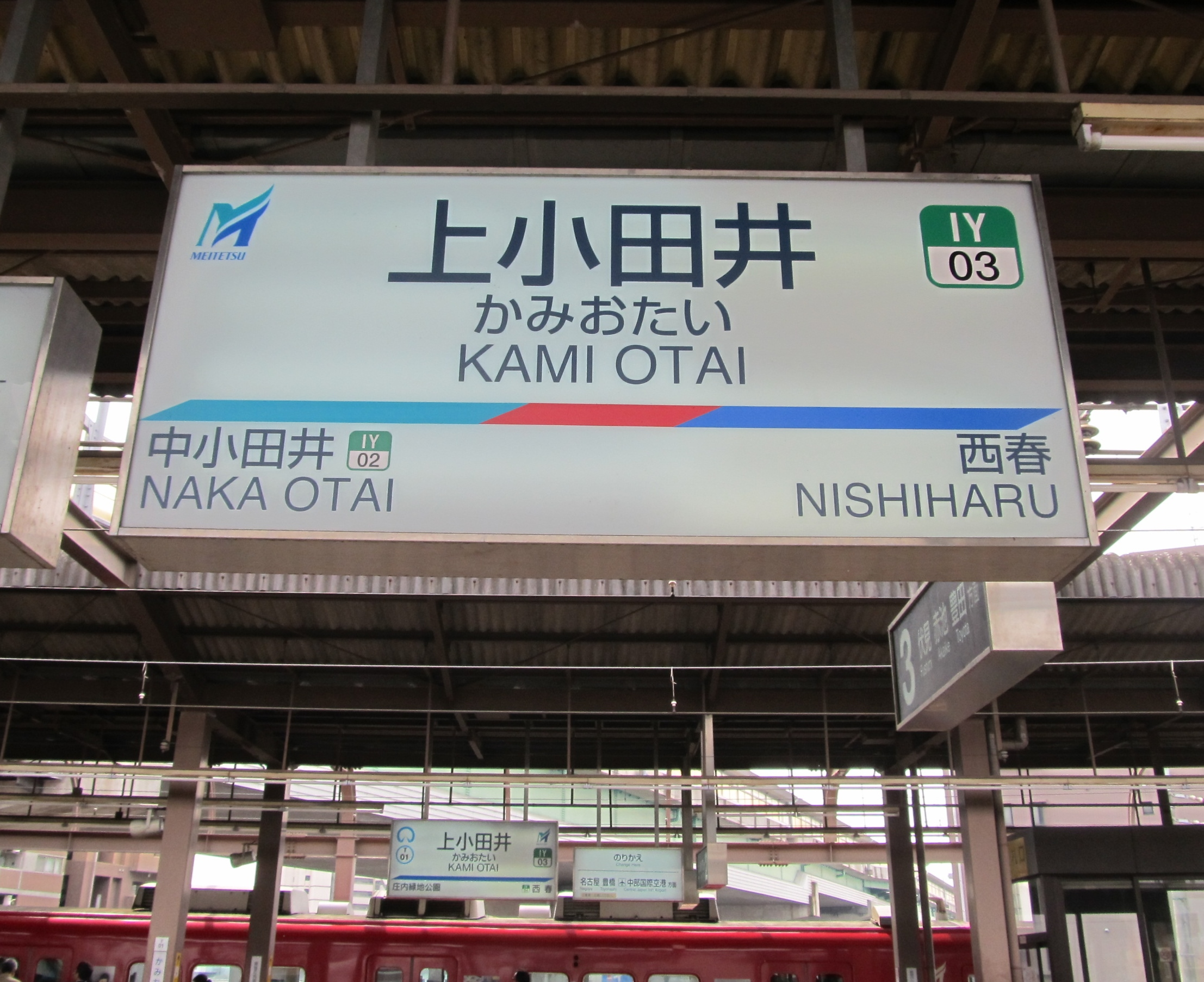
4番線の駅名標（純名鉄仕様）。

### 駅構内施設

#### 改札口
- 南口、北口の2ヶ所。
- ホームの階段位置
  - 南口、北口ともにホームの端の方にある。
- 自動券売機（北改札口、南改札口とも、名鉄線用1台、地下鉄線用2台）
  - 自動改札機はあるが自動精算機がないので、精算や改札内でのmanacaへのチャージは窓口で行う。ミューチケットは窓口のほか、名鉄線のタッチパネル式の自動券売機でも発売される（2021年（令和3年）3月より）。
  - 当駅は上飯田駅と同様に名古屋鉄道が管轄しているため名古屋市交通局の一日乗車券などは自動券売機で当日券のみ発売。manacaも窓口では名鉄仕様のもの（株式会社エムアイシー発行版）のみ発売される（名古屋市交通局仕様のmanacaは無記名式のみ自動券売機で購入可能）。
  - 当駅は名鉄管轄駅であるため出札口で市交通局（地下鉄・市バスとも）のみの定期乗車券や地下鉄線から各他社鉄道線への連絡定期券は購入できず（名鉄線から地下鉄線への連絡定期券は購入可能）、それらは庄内緑地公園駅や庄内通駅など（当駅と同じく共同使用駅ながら、市交通局管轄の赤池駅を含む）で購入することになる（市交通局の自動券売機で一部の定期乗車券を購入することは可能）。

#### バリアフリー設備
- エスカレーター（南口・北口）
- エレベーター（南口）

#### トイレ
- 改札口前（南口・北口とも）

#### その他
- 自動販売機
  - 各ホーム上。
- 売店
  - なし。ただし、南口改札の隣にコンビニエンスストア（ファミリーマート）がある（銀行ATMあり）。
- 2005年（平成17年）1月29日より、全面禁煙となった（他の名鉄各駅と同じ）。

### 配線図
|                         | ↑ ■ 名鉄犬山線 名古屋駅方面 ↑■ TKJ城北線 枇杷島方面  |                             |
| ← 地下鉄鶴舞線 赤池方面 | 名古屋鉄道・名古屋市営地下鉄 上小田井駅 構内配線略図 | → 名鉄犬山線 岩倉・犬山方面 |
|                         | ↓ TKJ城北線 勝川方面                                 |                             |
| 凡例 出典:、            |                                                      |                             |

## 利用状況
- 「移動等円滑化取組報告書」によると、2022年度の1日平均乗降人員は18,555人である [15]。
- 『名鉄120年：近20年のあゆみ』によると2013年度当時の1日平均乗降人員は18,231人であり、この値は名鉄全駅（275駅）中20位、犬山線（17駅）中4位であった[16]。
- 『名古屋鉄道百年史』によると1992年度当時の1日平均乗降人員は3,818人であり、この値は岐阜市内線均一運賃区間内各駅（岐阜市内線・田神線・美濃町線徹明町駅 - 琴塚駅間）を除く名鉄全駅（342駅）中116位、 犬山線（17駅）中11位であった[17]。
- 『名古屋市統計年鑑』によると、2019年度の名鉄の1日平均乗車人員は10,270人、地下鉄の名鉄と名古屋市営地下鉄の相互連絡人員を含めた1日平均乗車人員は21,802人（その内、名鉄線からの乗継人員が11,991人）[18]である。各年度の1日平均の利用者数は以下の通り[19]。

| 年度   | 名鉄             | 地下鉄           |
| 年度   | 1日平均 乗車人員 | 1日平均 乗車人員 |
| ------ | ---------------- | ---------------- |
| 2000年 | 6,526            |                  |
| 2001年 | 6,668            | 28,486           |
| 2002年 | 7,013            | 24,103           |
| 2003年 | 7,201            | 21,534           |
| 2004年 | 7,013            | 24,642           |
| 2005年 | 7,292            | 23,884           |
| 2006年 | 7,273            | 24,302           |
| 2007年 | 7,346            | 24,529           |
| 2008年 | 7,257            | 24,225           |
| 2009年 | 8,519            | 23,703           |
| 2010年 | 8,656            | 23,735           |
| 2011年 | 8,369            | 18,895           |
| 2012年 | 8,596            | 19,104           |
| 2013年 | 8,958            | 19,703           |
| 2014年 | 9,053            | 20,125           |
| 2015年 | 9,387            | 20,593           |
| 2016年 | 9,766            | 21,053           |
| 2017年 | 10,000           | 21,014           |
| 2018年 | 10,262           | 21,071           |
| 2019年 | 10,270           | 21,802           |

名鉄線のみの場合、犬山線の駅では江南駅、岩倉駅、西春駅の次に利用者が多い。地下鉄の分（ホームでの乗り換えを含む）を名鉄駅利用とみなし、これを合わせると犬山線最多（名鉄全体では名鉄名古屋駅、金山駅、栄町駅、東岡崎駅に次いで5位）の利用者数の駅となる。当駅の名鉄・地下鉄間の相互連絡（直通列車）による通過人員はここ数年減少傾向にあるが、2009年（平成21年）にmozoワンダーシティが開業したことから、2009年（平成21年）度の当駅の乗降客数は前年度以前と比べて大幅に増加している。当駅の利用エリアとしては西区の山田支所管内（庄内川以北）の多くの地域のほか、北名古屋市南部、清須市東部（春日地区）となる。

## 駅周辺

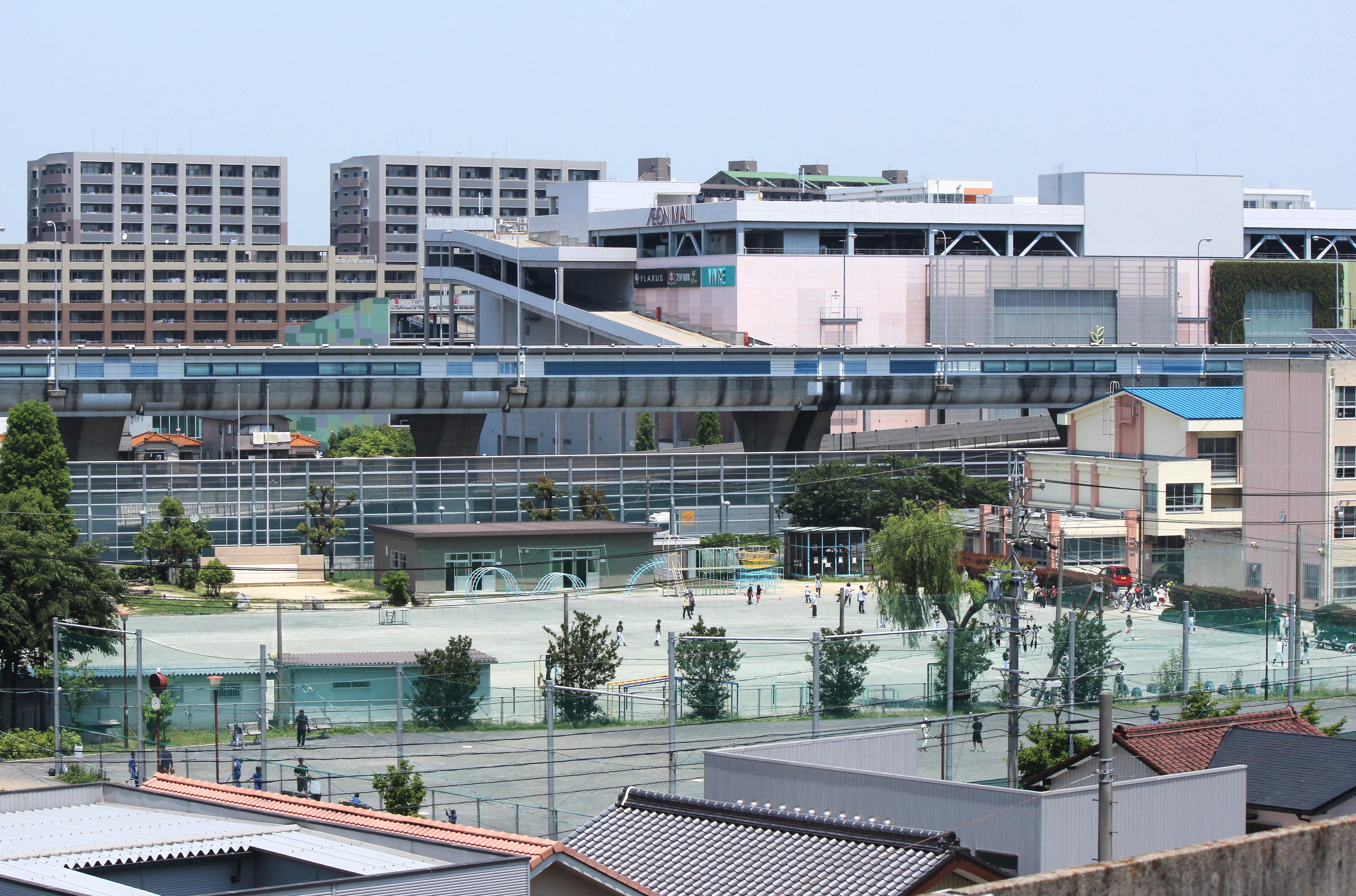
名二環とmozoワンダーシティ

当駅は国道302号（名古屋環状2号線）上の高架にあり、さらにその上を名古屋第二環状自動車道（名二環）が通る。
当駅をまたぐ、下小田井駅から西春駅までの地域は、名古屋の旧市街を水害から守るための遊水地としての機能を有していたため、名古屋駅などから比較的近いにも拘らず交通不便な場所であった。
立体交差事業、駅の移転、国道302号・名二環（当時は東名阪自動車道）の建設、名鉄と地下鉄の接続が同時期に協調して行われたため、駅周辺の街路は整然としている。
庄内川・新川・矢田川の三つの川に挟まれた当駅周辺は2016年（平成28年）より三ツ川（みつかわ）タウンと呼ばれており、商店街が形成されている。

### 南口

#### 金融機関
- 三菱UFJ銀行小田井支店・岩倉支店・西春支店
- 十六銀行小田井支店
- 名古屋銀行小田井支店
- 大垣共立銀行小田井支店
- 愛知信用金庫山田支店

#### 商業施設
- ヤマナカ小田井店

#### 保育園
- 上小田井保育園
- 上小田井第二保育園

#### その他
- 名古屋市西区役所山田支所
- 名古屋市山田図書館
- 小田井駅 - JR東海交通事業城北線（徒歩で約10分）
- 名古屋市立山田中学校（貴生町交差点南側）

### 北口

#### 商業施設
- mozoワンダーシティ（イオンスタイルワンダーシティ他230店舗）

#### 工場・事業所
- 名鉄クリーニング本社/本社店
- 山崎製パン名古屋工場

#### 教育施設
- 名古屋市立山田高等学校

#### その他
- 平田人道橋
  - 新川対岸の西春日井郡西春町（現在の北名古屋市）側にあった旧・平田橋駅周辺利用客の便を図るため、線路の西側に沿って架設された。
- 上小田井電気指令所[9]（引上線北側の建物）
- 宝交通上小田井営業所

## バス路線

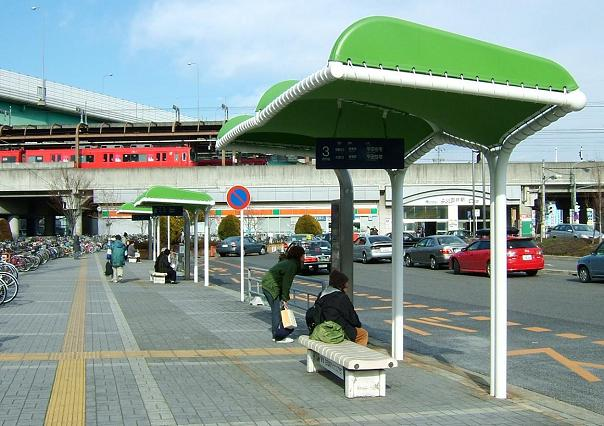
上小田井駅バス停

停留所名は上小田井駅。名古屋市営バス・名鉄バスによって運行されている。バス停は南口西側にある。
かつては名鉄バス小木線が当駅から比良新橋・六ツ師・藤島団地を経て岩倉駅・小牧駅を結んでいたが、2006年（平成18年）3月31日に廃止された。
上小田井駅北口から新川を渡ったところに、北名古屋市内を走る循環バス「きたバス」上小田井駅北停留所がある。
| 乗り場 | 系統        | 経由                     | 行先               | 会社  | 備考                                             |
| ------ | ----------- | ------------------------ | ------------------ | ----- | ------------------------------------------------ |
| 1      | 名駅26      | 古城・済生会病院・菊井町 | 名古屋駅           | ●市営 |                                                  |
| 1      | 栄11        | 名塚・西部医療センター   | 栄                 | ●市営 | 日中のみ                                         |
| 1      | 栄11        | 名塚・志賀公園前         | 栄                 | ●市営 | 日中以外                                         |
| 1      | 小田11      | 月縄手・比良             | 如意住宅           | ●市営 |                                                  |
| 1      | 小田11      | 月縄手・比良             | 大我麻町           | ●市営 | 深夜のみ                                         |
| 1      | 小田11      | 月縄手・比良             | 如意車庫前         | ●市営 |                                                  |
| 1      | 山田巡回    | 庄内緑地公園・比良       |                    | ●市営 |                                                  |
| 2      | 栄11 小田12 |                          | 平田住宅           | ●市営 |                                                  |
| 3      | 小田12      | 中小田井五丁目           | 平田住宅           | ●市営 |                                                  |
| 3      | 名駅26      | 平田中学校               | 平田住宅           | ●市営 |                                                  |
| 3      | 山田巡回    | 山田支所・歌里町・比良   | 平田住宅           | ●市営 |                                                  |
|        | シャトル    |                          | mozoワンダーシティ | ●名鉄 | ターミナル外より発車、土休日のみ（現在運行休止） |

## 隣の駅
名古屋鉄道
IY 犬山線
□ミュースカイ・□快速特急・■特急
通過
□快速急行
名鉄名古屋駅 (名古屋本線・NH36) - 上小田井駅 (IY03) - 西春駅 (IY04)
■急行・■準急
栄生駅 (名古屋本線・NH37)（一部の急行は中小田井駅 (IY02)）・庄内緑地公園駅 (T02)（地下鉄鶴舞線直通列車、岩倉・犬山方面のみ運行、地下鉄線内は普通） - 上小田井駅 (IY03) - 西春駅 (IY04)
■普通
中小田井駅 (IY02) - 上小田井駅 (IY03) - 西春駅 (IY04)
※ 西春駅との間に九ノ坪駅があったが、廃止された
名古屋市営地下鉄
- 鶴舞線

西春駅 (IY04)（名鉄犬山線直通列車） - 上小田井駅 (T01)  - 庄内緑地公園駅 (T02)
※（）内は駅番号を示す。